# Протасов, Павел Иванович
Прота́сов Па́вел Ива́нович — российский государственный деятель, действительный статский советник, Орловский вице-губернатор (1797—1800), губернатор Курской губернии (1803—1806).

## Биография
Родился в 1760 году в дворянской семье статского советника Протасова Ивана Яковлевича и Протасовой (ур. Юшкова) Александры Александровны. Русский. От родителей совместно с братом унаследовал недвижимое имение в Калужской губернии, часть которого была продана в 1780 году Голицыну Александру Михайловичу и Голицыну Николаю Михайловичу.
Сестра его, девица Анна Ивановна Протасова, владела деревней Комарёвой Белёвского уезда Тульской губернии, впоследствии именуемой д.Протасово, ныне в Арсеньевском районе Тульской области. При ревизии 1811 года за неё в ревизских сказках расписался Павел Иванович Протасов.
П. И. Протасову принадлежало имение в южной части Малоархангельского уезда Орловской губернии. Служил советником казенной палаты, а затем вице-губернатором в Орле.

## Губернатор Курской губернии
Должность губернатора Курской губернии занял 16 сентября 1803 года. При Протасове был заложен общественный обширный фруктовый сад (нынешний парк имени Первого мая). Император Александр I при посещении Курска даровал это место городу. Ранее здесь находилась резиденция генерал-губернаторов Орловско-Курского наместничества.
В мае 1804 года по поручению Александра I П. И. Протасов добился от грузинской царицы Марии Георгиевны, сосланной вместе с детьми за убийство генерал-майора И. П. Лазарева в Рождественский женский монастырь в город Белгород, согласия отправить на учебу и воспитание в Санкт-Петербург двух ее сыновей — Илию и Окропила.
В 1804 и 1805 годах Протасов получил от Курской городской Думы по 3000 рублей из доходов местной ярмарки, городские общества Рыльска и Обояни также выплатили губернатору по 500 рублей. Общество города Фатежа просило губернатора свести казенных крестьян с прилегающих к городу земель и на удовлетворение нужд переселяемых ассигновало 5000 рублей. Протасов взял себе из них авансом 2000 рублей и, как писал проверяющий губернию князь Куракин, «не принял никаких мер к удовлетворению просьбы просителей».
В период управления Протасовым губернией произошло массовое неповиновение крестьян села Покровского Тимского уезда своей помещице Татищевой. Для проведения показательного наказания осужденных зачинщиков бунта, губернатор лично выезжал в село Покровское.
Исполнение полномочий губернатора завершил 12 августа 1806 года, передав должность князю Д. А. Прозоровскому.
Скончался 8 ноября 1828 года. Похоронен в Москве, в Донском монастыре.

## Семья
Супруга: Мария Николаевна Протасова (Новосильцева) — р. 9 июнь 1760, ум. 21 август 1830.
Сын: Александр Павлович Протасов — р. 1790, ум. 1856.
Брат: Протасов Яков Иванович, лейб гвардии Преображенского полка сержант.

## Интересные факты
П. И. Потрасов оказывал финансовую поддержку выходцу Обоянского уезда, в последующем великому русскому актеру М. С. Щепкину.